# 도로시 패트릭
도로시 패트릭(Dorothy Patrick, 1921년 6월 3일 ~ 1987년 5월 31일)은 캐나다의 배우이다.

## 영화
- 난폭한 토요일 (1955년)
- 멘 오브 더 파이팅 레이디 (1954년) - 미시즈 돗슨 역
- 토치 송 (1953년)
- 배드 앤 뷰티 (1952년)
- 스카라무슈 (1952년)
- 사랑은 비를 타고 (1952년)
- 하우스 바이 더 리버 (1950년)
- 컴 투 더 스테이블 (1949년)
- 조용히 나를 따라와요 (1949년)
- 뉴올리언즈 (1947년)
- 틸 더 클라우즈 롤 바이 (1946년)
- 업 인 암스 (1944년)